# Richard von Usedom
Ernst Richard Detlef von Usedom (* 29. Oktober 1873 in Berlin; † 19. Juli 1920 in Potsdam) war ein deutscher Marineoffizier der Kaiserlichen Marine und u. a. persönlicher Adjutant des Prinzen Heinrich von Preußen. Am 9. August 1911 war er beim Unfall des Prinzen nahe Cloppenburg beteiligt (Prinz-Heinrich-Stein).

## Leben

### Herkunft
Richard von Usedom stammte aus dem pommerschen Adelsgeschlecht Usedom und gehörte zur genealogische II. Linie, 2. Ast, 2. Zweig. Er war ein Sohn des späteren preußischen Generalleutnants und Kommandanten vom Zeughaus Berlin Ernst von Usedom und Florence, geb. Brook (* 1848).

### Werdegang
Richard von Usedom trat am 9. April 1892 in die Kaiserliche Marine ein. 1894 war er als Seekadett (Ernennung am 10. April 1893) auf der Stosch. Am 10. Oktober 1898 zum Leutnant zur See befördert, war er im darauffolgenden Jahr auf der Scorpion. Später war er Adjutant des Staatssekretärs des Reichsmarineamtes Alfred von Tirpitz. Als Kapitänleutnant (Beförderung am 1. April 1904) war er 1904 an der Werft in Danzig in der Ausrüstungsabteilung. In dieser Funktion war er für ein Grundreparatur in Danzig im November 1904 bis März 1905 Kommandant der Aviso Grille, welche dafür unter reduzierter Besatzung stand.
Richard von Usedom war mindestens ab 1907 persönlicher Adjutant des Prinzen Heinrich von Preußen und blieb dies auch bis Ende des Ersten Weltkriegs. Am 22. März 1910 wurde er Korvettenkapitän und am 13. August 1912 mit dem Charakter als Fregattenkapitän ausgezeichnet. Bis Kriegsende war er zusätzlich noch militärischer Begleiter des Prinzen Waldemar von Preußen im Felde.
Beim Unfall des Prinzen Heinrich am 9. August 1911 wurde von Usedom aus dem Wagen geschleudert, erlitt eine Gehirnerschütterung und Schnittwunden. Zusätzlich war sein Unterarm gebrochen, im Unterschenkel ein Muskel gerissen und die Hüfte gequetscht. Auf Geheiß des Prinzen fuhr von Usedom mit dem zufällig vorbeikommenden Ehepaar Troplowitz nach Cloppenburg und organisierte sofort ärztliche Hilfe.

### Familie
Am 19. Dezember 1906 heiratete er in Berlin Dora Stegmüller-Lent (* 1885). Das Paar hatte eine Tochter.

### Auszeichnungen
Am 23. August 1905 wurde er durch den König zum Ehrenritter des Johanniterordens ernannt.
Bis Mai 1912 war er u. a. mit dem Roten Adlerorden 4. Klasse mit der Krone, dem Kronen-Orden 4. Klasse, dem Hohenzollernschen Ehrenkreuz 3. Klasse mit der Königlichen Krone, dem Ritterkreuz 2. Klasse des Großherzoglich Badischen Orden vom Zähringer Löwen, dem Königlich Bayerischen Militärverdienstorden 4. Klasse mit der Krone, dem Ritterkreuz 2. Klasse des Herzoglich Braunschweigischen Heinrich des Löwen Orden, dem Ritterkreuz 1. Klasse des Großherzoglich Hessischen Verdienstorden Phillips des Großmütigen, dem Ritterkreuz des Großherzoglich Mecklenburgischen Greifenorden, dem Ehrenritterkreuz 1. Klasse des Großherzoglich Oldenburgischen Haus- und Verdienstorden des Herzogs Peter Friedrich Ludwig, dem Ritterkreuz 2. Klasse des Königlich Sächsischen Albrechts-Ordens, dem Ritterkreuz 2. Klasse des Königlich Württembergischen Friedrichs-Ordens, dem Kommandeurkreuz des Königlich Belgischen Kronenordens, dem Komturkreuz des Königlich Großbritannischen Viktoria-Ordens und dem Kaiserlich und Königlich russischen St.-Annen-Orden 3. Klasse ausgezeichnet worden.